# Gavin DeGraw (album)
Gavin DeGraw – drugi album studyjny Gavina DeGrawa. Wydany został 6 maja 2008. Album zadebiutował na siódmym miejscu w notowaniu Billboard 200, zaś w pierwszym tygodniu sprzedano 66 000 egzemplarzy.

## Informacje

### Single
Album został poprzedzony singlem "In Love with a Girl", który to, po "I Don't Want to Be", osiągnął największy sukces. Utwór zajął również czwarte miejsce na liście Top 40 w Stanach Zjednoczonych, ostatecznie kończąc notowanie na 24 pozycji. Poza krajem, piosenka zdobyła uznanie w Holandii, zajmując 22. miejsce na liście przebojów. Kolejny singel, "Cheated on Me", został wydany wyłącznie w Ameryce Północnej (30 września 2008). Utwór nie osiągnął jednak większego sukcesu. W tym samym czasie, singel "She Holds a Key" zajął piąte miejsce w Holandii na liście Top 40, osiągając ostatecznie 29. pozycję.
Trzeci światowy singel, "I Have You to Thank" został wydany w styczniu 2009.

## Lista utworów
1. "In Love with a Girl" - 3:27
2. "Next to Me" – 3:26
3. "Cheated on Me" – 3:40
4. "I Have You to Thank" - 3:27
5. "Cop Stop" - 3:24
6. "Young Love" - 4:09
7. "Medicate the Kids" - 3:20
8. "Relative" - 4:13
9. "She Holds a Key" - 3:51
10. "Untamed" - 4:00
11. "Let It Go" - 3:50
12. "We Belong Together" - 5:28

- Sieć handlowa Target wypuściła do sprzedaży specjalną edycję albumu z dodatkowym DVD o nazwie "Up Close with Gavin DeGraw" oraz video dla utworu "In Love with a Girl".

## Sprzedaż i notowania
W Stanach Zjednoczonych sprzedano 168 226 egzemplarzy albumu (stan na 23 sierpnia 2008).
| Notowanie (2008)         | Najwyższa pozycja |
| ------------------------ | ----------------- |
| Canadian Albums Chart    | 21                |
| Danish Albums Chart      | 3                 |
| Finnish Albums Chart     | 36                |
| Italian Albums Chart     | 44                |
| Netherlands Albums Chart | 8                 |
| Norwegian Albums Chart   | 35                |
| Swedish Albums Chart     | 13                |
| Swiss Albums Chart       | 23                |
| U.S. Billboard 200       | 7                 |

## Inne
Cechą dodatkową albumu jest wydanie przedłużonej wersji piosenki "We Belong Together", która to w 2006 stała się singlem oraz znalazła się na ścieżce dźwiękowej do filmu Tristan i Izolda.